# Tibor Csík
Tibor Csík (ur. 2 września 1927 w Jászberény, zm. 22 czerwca 1976 w Sydney) – węgierski bokser, złoty medalista letnich igrzysk olimpijskich  w Londynie w kategorii koguciej. Podczas turnieju olimpijskiego Csík miał dużo szczęścia – w pierwszej rundzie turnieju rywal Węgra, Manoel do Nascimento został zdyskwalifikowany, natomiast w ćwierćfinale jego przeciwnik, Jimmy Carruthers, oddał walkę walkowerem z powodu kontuzji oka. W walce o złoto Csík pokonał Giovanniego Zuddasa.